# 明泰大师塔
明泰大师塔，位于山西省太原市阳曲县东黄水镇盘威村，已列为山西省文物保护单位。

## 保护
2016年6月6日，明泰大师塔由山西省人民政府公布为第五批山西省文物保护单位，编号5-23。